# Xã Maple Valley, Quận Buena Vista, Iowa
Xã Maple Valley (tiếng Anh: Maple Valley Township) là một xã thuộc quận Buena Vista, tiểu bang Iowa, Hoa Kỳ. Năm 2010, dân số của xã này là 226 người.